# المنشأة الجديدة (الغربية)
المنشأة الجديدة إحدى قرى مركز السنطة التابع لمحافظة الغربية بجمهورية مصر العربية، ويجاورها قرى تاج العجم وكفر نواي وميت ميمون.

## التاريخ
قرية المنشأة الجديدة من القرى القديمة، حيث وردت باسم «المنشية المستجدة» أو منشية الداعي في أعمال السمنودية ضمن قرى الروك الصلاحي التي أحصاها ابن مماتي في كتاب قوانين الدواوين، كما وردت باسم «المنشية الجديدة» في أعمال الغربية ضمن قرى الروك الناصري التي أحصاها ابن الجيعان في كتاب «التحفة السنية بأسماء البلاد المصرية». وفي العصر العثماني وردت باسم «المنشية الجديدة» في التربيع العثماني الذي أجراه الوالي العثماني سليمان باشا الخادم في عصر السلطان العثماني سليمان القانوني ضمن قرى ولاية الغربية، وفي تاريخ 1228هـ/1813م الذي عدّ قرى مصر بعد المسح الذي قام به محمد علي باشا باسم «المنشأة الجديدة» ضمن قرى مديرية الغربية.
كانت القرية من توابع مركز زفتى ثم فصلت عنه في 17 مارس 1927 ونقلت لمركز السنطة لقربها من الأخير.

## السكان
بلغ عدد سكان المنشأة الجديدة 8923 نسمة حسب تقدير عام 2018.
| السنة  | 1882 | 1897 | 1907 | 1927 | 1947 | 1960 | 1976 | 1986 | 1996 | 2006  | 2018 |
| ------ | ---- | ---- | ---- | ---- | ---- | ---- | ---- | ---- | ---- | ----- | ---- |
| القرية | 1179 | 2736 | 3132 | 2290 | 1695 | 3767 | 4950 | 5782 | 6970 | 5,751 | 8923 |